# Бонанаро
Бона̀наро (на италиански: Bonnanaro; на сардински: Bunnànnaru, Бунанару) е село и община в Южна Италия, провинция Сасари, автономен регион и остров Сардиния. Разположено е на 405 m надморска височина. Населението на общината е 1036 души (към 2010 г.).